# Улицы Уфы
| # А Б В Г Д Е Ё Ж З И К Л М Н О П Р С Т У Ф Х Ц Ч Ш Щ Э Ю Я |

В настоящей статье приведены существующие улицы, бульвары, набережные, переулки, площади, проезды, проспекты, шоссе Уфы.

## История уфимских улиц
Первые уфимские улицы возникли в XVII в. Они начинались от ворот Новой Уфимской крепости и веером расходились от Уфимского кремля. Отсутствовала какая-либо планировка улиц, которые представляли собой самые разнообразные дороги, тропки и тропинки, вдоль которых появлялись дома, сараи и огороды.
Первые улицы не имели своих названий вплоть до первой половины XVIII в. Некоторые современные улицы раньше были дорогами и трактами. Первые названия улиц возникали по названиям соответствующих слобод и дорог, ведущих из города. Нумерация домов на улицах началась только в XX в.
- По состоянию на 2008 год в Уфе всего 1237 улиц, их общая протяжённость 1475,2 км. Общая длина дорожной сети — 1481 км, из них 1353 км — с усовершенствованным покрытием. Средняя длина улиц — 800 метров[1].
- Уфа имеет самую низкую плотность уличной сети (1,3 км улиц на 1 км² территории) среди всех городов-миллионеров России.
- До 2016 года в городе было всего 3 проспекта. Проспект Октября — основная городская магистраль длиной 8,9 км, которая называется горожанами просто «проспект». Торговый проспект — небольшая улица в частном секторе на окраине города, о существовании которой знает мало кто из уфимцев. Проспект Салавата Юлаева (в простонародье — «салаватка») — построенная в начале 2000-х годов 8-рядная транспортная магистраль длиной 7,1 км, проложенная вдоль русла реки Сутолоки. В мае 2016 года к ним добавились проспект Дружбы народов (прежде безымянный участок трассы, соединяющей основную часть города с микрорайоном Затон, от моста через реку Белую до улицы Ахметова) и проспект Содружества (магистральная улица общегородского значения от автодороги Уфа — Нагаево до проектируемой на тот момент улицы в районе деревни Елкибаево)[2].
- Основное правило нумерации домов в городе следующее: возрастание номеров от рек, окружающих город, по ходу возрастания номеров нечётные дома располагаются слева, а чётные справа. Исключениями являются улицы: Королёва, Кировоградская, Большая Гражданская, Халтурина, Транспортная, бульвар Янаби, Байкальская, Вологодская, Хмельницкого, Ушакова, Розы Люксембург, Дизельная, Димитрова — чётные слева, нечётные справа; Новоженова, Цветочная — произвольное расположение; Адмирала Макарова — все дома слева. Улицы с «неправильной» нумерацией обычно расположены рядом. Например, Хмельницкого, Вологодская, Дизельная, Розы Люксембург, Димитрова, Ушакова — это набор соседних, параллельных друг другу улиц.
- В центральной части города нумерация домов возрастает с юга на север и с запада на восток. Исключениями являются следующие улицы: набережная р. Белой, Пугачёвская, Глинки, Сельская-Богородская — с востока на запад; Адмирала Макарова — чётная нумерация с юга на север, нечётная наоборот; Цветочная — нумерация домов хаотичная. Уфимское шоссе — дома 1 и 3 начинаются с севера, остальная нумерация идёт с юга. Российская, Большая Гражданская, Некрасова, Армавирская, Ферина, Верещагина, Бобруйская — нумерация с севера на юг. По сути, Комсомольская и Российская улицы — эта одна улица длиной 7,5 км, которая разбита на две, начинающиеся с противоположных концов — Комсомольская с юга, Российская с севера. Точно так же Большая Гражданская, идущая с севера, встречается с улицей Мингажева, идущей с юга. В микрорайоне Старое Сипайлово, который находится в центральной части города (остатки бывшей деревни Сипайлово), используется направление нумерации с севера на юг и с востока на запад.
- В пригородной части направление нумерации индивидуально в каждом из пригородов: Дёма и Затон — с юга на север и с востока на запад. Шакша — с севера на юг и с запада на восток, Цыганская поляна — с севера на юг и с востока на запад.
- Северная улица находится южнее Южной улицы. Центральная улица находится на окраине Дёмского района — при въезде в город со стороны Самары. Окраинная улица находится в 2 км от центра города.
- Проспект Салавата и улица Салавата пересекаются на плане, однако дорожного перекрёстка («Салавата-Салавата») нет, так как в месте пересечения на плане проезжая часть улицы Салавата расположена на 10 метров выше. Тем не менее, дом с адресом просп. Салавата, 1 соседствует с домом ул. Салавата, 19.
- Улица Свободы заканчивается тупиком Свободы.
- Улицы Мира и Кольцевая имеют два разных перекрёстка, то есть образуют топологическое кольцо длиной около 3 км. Такое же топологическое кольцо длиной около 5 км образуют улицы Жукова и Гагарина, которые также пересекаются в разных местах. В двух местах пересекаются первый и второй проезды Гайдара, однако они расположены в частном секторе, очень маленькие и образуют «кольцо» длиной всего 400 метров.
- В Уфе две набережные, расположившиеся в разных частях города, одна из которых находится в Сипайлово по берегу реки Уфы и называется «Набережная реки Уфы», а другая разместилась по берегу реки Белой в районе памятника Монумента дружбы и называется просто «Набережная». Примечательна нумерация домов на этих двух улицах. «Набережная» (как её просто называют сами жители Сипайлово) в Сипайлово имеет нечётную нумерацию домов, тогда как «Набережная» около памятника Монумента дружбы — чётную.

## 0—9

### 1-й Диагональный переулок
Почтовый индекс — 450900. Код ОКАТО — 80401944001.
Находится в Октябрьском районе Уфы, в посёлке Нагаево.
Название утверждено решением Совета городского округа город Уфа Республики Башкортостан от 16 сентября 2010 года № 28/15 «О наименовании новых улиц в Нагаево, жилом районе Глумилино Октябрьского района, в Кировском районе (микрорайоны „Урал“, „Юрюзань“), в Орджоникидзевском районе (Тимашево) городского округа город Уфа Республики Башкортостан», в посёлке Нагаево.

### 1-й Ландышевый переулок
Почтовый индекс — 450900. Код ОКАТО — 80401944001.
Находится в Октябрьском районе Уфы, в посёлке Нагаево.
Название утверждено решением Совета городского округа город Уфа Республики Башкортостан от 16 сентября 2010 года № 28/15 «О наименовании новых улиц в Нагаево, жилом районе Глумилино Октябрьского района, в Кировском районе (микрорайоны „Урал“, „Юрюзань“), в Орджоникидзевском районе (Тимашево) городского округа город Уфа Республики Башкортостан».

### 1-й Травяной переулок
Почтовый индекс — 450900. Код ОКАТО — 80401944001.
Находится в Октябрьском районе Уфы, в посёлке Нагаево.
Название утверждено решением Совета городского округа город Уфа Республики Башкортостан от 16 сентября 2010 года № 28/15 «О наименовании новых улиц в Нагаево, жилом районе Глумилино Октябрьского района, в Кировском районе (микрорайоны „Урал“, „Юрюзань“), в Орджоникидзевском районе (Тимашево) городского округа город Уфа Республики Башкортостан».

### 1-й Узорный переулок
Почтовый индекс — 450900. Код ОКАТО — 80401944001.
Находится в Октябрьском районе Уфы, в посёлке Нагаево.
Название утверждено решением Совета городского округа город Уфа Республики Башкортостан от 16 сентября 2010 года № 28/15 «О наименовании новых улиц в Нагаево, жилом районе Глумилино Октябрьского района, в Кировском районе (микрорайоны „Урал“, „Юрюзань“), в Орджоникидзевском районе (Тимашево) городского округа город Уфа Республики Башкортостан».

### 2-й Диагональный переулок
Почтовый индекс — 450900. Код ОКАТО — 80401944001.
Находится в Октябрьском районе Уфы, в посёлке Нагаево.
Название утверждено решением Совета городского округа город Уфа Республики Башкортостан от 16 сентября 2010 года № 28/15 «О наименовании новых улиц в Нагаево, жилом районе Глумилино Октябрьского района, в Кировском районе (микрорайоны „Урал“, „Юрюзань“), в Орджоникидзевском районе (Тимашево) городского округа город Уфа Республики Башкортостан».

### 2-й Ландышевый переулок
Почтовый индекс — 450900. Код ОКАТО — 80401944001.
Находится в Октябрьском районе Уфы, в посёлке Нагаево.
Название утверждено решением Совета городского округа город Уфа Республики Башкортостан от 16 сентября 2010 года № 28/15 «О наименовании новых улиц в Нагаево, жилом районе Глумилино Октябрьского района, в Кировском районе (микрорайоны „Урал“, „Юрюзань“), в Орджоникидзевском районе (Тимашево) городского округа город Уфа Республики Башкортостан».

### 2-й Травяной переулок
Почтовый индекс — 450900. Код ОКАТО — 80401944001.
Находится в Октябрьском районе Уфы, в посёлке Нагаево.
Название утверждено решением Совета городского округа город Уфа Республики Башкортостан от 16 сентября 2010 года № 28/15 «О наименовании новых улиц в Нагаево, жилом районе Глумилино Октябрьского района, в Кировском районе (микрорайоны „Урал“, „Юрюзань“), в Орджоникидзевском районе (Тимашево) городского округа город Уфа Республики Башкортостан».

### 2-й Узорный переулок
Почтовый индекс — 450900. Код ОКАТО — 80401944001.
Находится в Октябрьском районе Уфы, в посёлке Нагаево.
Название утверждено решением Совета городского округа город Уфа Республики Башкортостан от 16 сентября 2010 года № 28/15 «О наименовании новых улиц в Нагаево, жилом районе Глумилино Октябрьского района, в Кировском районе (микрорайоны „Урал“, „Юрюзань“), в Орджоникидзевском районе (Тимашево) городского округа город Уфа Республики Башкортостан».

### 3-й Ландышевый переулок
Почтовый индекс — 450900. Код ОКАТО — 80401944001.
Находится в Октябрьском районе Уфы, в посёлке Нагаево.
Название утверждено решением Совета городского округа город Уфа Республики Башкортостан от 16 сентября 2010 года № 28/15 «О наименовании новых улиц в Нагаево, жилом районе Глумилино Октябрьского района, в Кировском районе (микрорайоны „Урал“, „Юрюзань“), в Орджоникидзевском районе (Тимашево) городского округа город Уфа Республики Башкортостан».

### Улица 50-летия Октября
Улица 50-летия Октября — улица в Советском районе Уфы. Берёт начало с пересечения улиц Революционной и Цюрупы, заканчивается на пересечении с проспектом Октября.
Почтовый индекс: 450001
На улице располагается развлекательный комплекс «Тинькофф Холл» (ранее называвшийся «Огни Уфы»).

### Улица 50 лет СССР
Берет начало на пересечении с ул. Зорге от Дворца Спорта и заканчивается на пересечении с ул. Менделеева Район ТЦ Башкирия.

### Улица 65-летия Победы
Улица 65-летия Победы — в Октябрьском районе Уфы, в посёлке Нагаево.
Почтовый индекс — 450900. Код ОКАТО — 80401944001.
Название утверждено решением Совета городского округа город Уфа Республики Башкортостан от 16 сентября 2010 года № 28/15 «О наименовании новых улиц в Нагаево, жилом районе Глумилино Октябрьского района, в Кировском районе (микрорайоны „Урал“, „Юрюзань“), в Орджоникидзевском районе (Тимашево) городского округа город Уфа Республики Башкортостан».

### 1629 км
Почтовый индекс — 450075. Код ОКАТО — 80401385000.
Находится в Орджоникидзевском районе Уфы, в разъезде 1629 км. Пересекается с ул. Дарвина. Рядом расположена главная улица Уфы — проспект Октября (остановка «Парк им. Калинина», по ПКиО им. М. Калинина).
Домами на улице управляет ЖЭУ № 27.
Частные дома вошли в программу сноса ветхого жилья.

## А

### Абаканская улица
Почтовый индекс: 450103. Код ОКАТО: 80401375000.
Улица находится в нескольких кварталах от исторического центра города. Со стороны Сочинской улицы на неё можно попасть, если свернуть на улицу Некрасова, а затем повернуть направо на первом повороте. Она продолжается один квартал, до Пулемётной улицы. До революции она называлась Ново-Нагорным выселком, в 20-х годах XX в. стала называться улицей Казбея, с ноября 1956 года после объединения Уфы с Черниковском некоторое время именовалась Аслыкульской.

### Абзелиловская улица
Находится в жилмассиве Шакша-Южная, возле станции Шакша-2, рядом с кинотеатром «Урал» в квартале, ограниченном Мелеузовской и Гвардейской улицами. На ней один дом: Абзелиловская, 1 — двухэтажное краснокирпичное строение середины 20 в. При постройке жилое, 16-квартирное, где сейчас производственное расположилось ЖЭУ-54.

### Абхазская улица
Абхазская улица претерпела целый ряд переименований: первоначальное название 2-й Копейкинский переулок (прилегала к ул. Копейкина), затем переименована во 2-й Огородный переулок, переулок Бахчачи (в переводе с одного из тюркских языков, предположительно с карачаевского — Садовый), Садовая улица (1956). Находится в Кировском районе Уфы, в квартале, ограниченном проспектом Салавата Юлаева, продолжением Айской ул., ул. Сун-Ят-Сена, Мингажева. Часть домов на улице попадает в программу расселения ветхого жилья (муниципальная адресная программа «Развитие застроенных территорий городского округа город Уфа Республики Башкортостан на 2007—2015 годы»). Почтовый индекс — 80401375000, код ОКАТО — 450022.
Как пишут краеведы в газете «Уфимские ведомости», 

«Сегодня с этой улочки открывается неутешительный вид на овраг, забитый гаражами и техническими строениями. Но пройдёт несколько лет и новый, бурно развивающийся проспект Салавата Юлаева, расширяя свою периферию, неминуемо изменит окружающий рельеф.»

### Авангардная улица
Находится в Калининском районе Уфы, в деревне Максимовке, по определению краеведа Владимира Соловьёва «в микрорайоне, который выстроен сразу за Максимовским поворотом. Своей трёхсотметровой длиной она соединяет Сосновскую и Совхозную улицы.». Входит в Калининский судебный участок № 5 города Уфы. Почтовый индекс — 450033, код ОКАТО — 80401370000.

### Авиаторская улица
Находится в Кировском районе, возле набережной Белой реки. Улица принадлежала так называемой Золотухинской слободе (сейчас это микрорайоны Алмалык-1, Алмалык-2, Алмалык-4, Алмалык-5). Ранее — 6-й Усольский переулок, один из нескольких Усольских переулков, принадлежавших к одной из старейших уфимских улиц — Большой Усольской (ныне Сочинской). Почтовый индекс — 450103, код ОКАТО — 80401375000. Входит в Кировский судебный участок № 8 г. Уфы.

### Улица Авроры
Улица Авроры в Уфе, в Кировском районе, в микрорайоне Белореченском. Прилегает к лесному массиву, тянущемуся до самой Уфимки. Рядом с началом улицы в лесном массиве находится современный Президент-отель, улица ведёт к комплексу медицинских учреждений, включающему в себя детскую республиканскую больницу и 4-й городской роддом. Почтовый индекс — 450092, код ОКАТО — 80401375000.

### Авторемонтная улица
Авторемонтная улица Уфы находится в Кировском районе, на берегу Белой реки. Примыкает к Пугачёвской улице, недалеко от остановки «Башавторемонт». Входит в Кировский судебный участок № 8 г. Уфы. До 1956 года называлась улицей Короленко. Почтовый индекс — 450103, код ОКАТО — 80401375000.

### Аграрная улица
Находится в Ленинском районе, в посёлке 8 Марта. ОКАТО — 80401380000, Индекс — 450007.

### Аджарская улица
Находится в Кировском районе. Исторический район — Архиерейка. Неподтверждённые старые именования: Труниловский овраг, Кандрыкульский овраг. 

Аджарская начинается на перекрестье Цюрупы и улицы Салавата (не путать с проспектом Салавата Юлаева) и бодро сбегает узенькой тропкой по оврагу в сторону Белой
 Частный сектор сохранился до наших дней. Дома 10, 12, 12а, 14, 15, 16 входят в подпрограмму переселения ветхого жилья. Почтовый индекс — 450057, код ОКАТО — 80401375000. Входит улица в Кировский судебный участок № 4 г. Уфы. Есть сведения, что Давид Бурлюк прямо в Труниловском овраге устраивал мастер-классы.

### Улица Адмирала Ушакова
Улица находится в районе Черниковка , в доме номер 64 проживала певица Земфира .

### Адыгейская улица
Адыгейская улица Уфы де-юре находится в Кировском районе. Почтовый индекс — 450077, код ОКАТО — 80401390000. Фактически улицы больше нет, все находящиеся на ней дома «частного сектора» снесены.

### Улица Академика Королёва
Улица Академика Королёва — улица в Октябрьском районе Уфы, микрорайон Сипайлово. Начинается на пересечении с улицей им. Маршала Жукова и заканчивается на пересечении с улицей Набережная реки Уфы. Является одной из четырёх основных транспортных магистралей Сипайлово.

### Академическая улица
Академи́ческая у́лица — в Октябрьском районе Уфы, в посёлке Нагаево.
Почтовый индекс — 450900. Код ОКАТО — 80401944001.
Название утверждено решением Совета городского округа город Уфа Республики Башкортостан от 16 сентября 2010 года № 28/15 «О наименовании новых улиц в Нагаево, жилом районе Глумилино Октябрьского района, в Кировском районе (микрорайоны „Урал“, „Юрюзань“), в Орджоникидзевском районе (Тимашево) городского округа город Уфа Республики Башкортостан».

### Улица Аксакова
Улица Аксакова — улица в Кировском и Ленинском районах Уфы. Пролегает с юга на север, начинаясь с улицы Заки Валиди и упираясь в Революционную улицу.

### Акташская улица
Де-юре находится в Орджоникидзевском районе. Почтовый индекс — 450051, код ОКАТО —
80401385000. Фактически улицы больше нет, все находящиеся на ней дома «частного сектора» снесены.

### Актюбинская улица
Актюбинская улица Уфы де-юре находится в Кировском районе. Почтовый индекс — 450014, код ОКАТО —
80401375000. Фактически её больше нет. Как пишет Рада Калинина в «Уфимских ведомостях», в адресном реестре Уфы 2009 года присутствуют улицы, которых де-факто нет.

сейчас память об Адыгейской сохранилась только в … реестре, который показывает, что улица-то существует. Похожая ситуация сложилась с улицами Актюбинской, Акташской, Вишнёвой, Зодчих, Культработников, Херсонской и так далее.— http://vedomosti.journal-ufa.ru/showinf.php?n=560&n_id=432

### Арбатская улица
Идёт в направлении запад — восток от ул. Малыгина до Красноталовой улицы. С северо-запада — Старо-Затонское кладбище. С юга — Конопляное озеро, на востоке — несколько мелких водоёмов.
Название улицы официально появилось 29 ноября 1995 г. (решение президиума Уфимского городского совета РБ от 29.11.95 № 10/20 «О наименовании улиц и переулков в жилом массиве „Тихая Слобода“ Ленинского района г. Уфы»).

### Атаевская улица
Атаевская — улица в Кировском районе Уфы, в деревне Атаевка. Селение входит в административные границы города в составе Искинского сельсовета с 1992.
Нумерация домов идет в направлении запад-восток. Первый дом — напротив улиц 1-я и 2-я Атаевская, затем разрыв, вновь начинается от пересечения с 4-й Атаевской, идет вдоль берегов озеро Малый Улукуль, затем поворачивает на север, по берегу озера Атаевское.
Почтовый индекс — 450056, код ОКАТО — 80401923002.

### 1-я Атаевская улица
1-я Атаевская, Атаевская 1-я — улица в Кировском районе Уфы, в деревне Атаевка. Селение входит в административные границы города в составе Искинского сельсовета с 1992.
Пересекается с улицей Атаевской на юге.
Почтовый индекс — 450056, код ОКАТО — 80401923002

### 2-я Атаевская улица
2-я Атаевская, Атаевская 2-я — улица в Кировском районе Уфы, в деревне Атаевка. Селение входит в административные границы города в составе Искинского сельсовета с 1992.
Пересекается с улицей Атаевской на юге.
Почтовый индекс — 450056, код ОКАТО — 80401923002

### 3-я Атаевская улица
3-я Атаевская, Атаевская 3-я — улица в Кировском районе Уфы, в деревне Атаевка. Селение входит в административные границы города в составе Искинского сельсовета с 1992.
Пересекается с улицей Атаевской на юге. С северного окончания улицы — переулок с выходом на улицу 2-ю Атаевскую.
Почтовый индекс — 450056, код ОКАТО — 80401923002

### 4-я Атаевская улица
4-я Атаевская, Атаевская 4-я — улица в Кировском районе Уфы, в деревне Атаевка. Селение входит в административные границы города в составе Искинского сельсовета с 1992.
Пересекается с улицей Атаевской на юге.
Почтовый индекс — 450056, код ОКАТО — 80401923002.

### Улица Ахмата Лутфуллина
Улица Ахмата Лутфуллина — в Октябрьском районе Уфы, в посёлке Нагаево.
Почтовый индекс — 450900. Код ОКАТО — 80401944001.
Название утверждено решением Совета городского округа город Уфа Республики Башкортостан от 16 сентября 2010 года № 28/15 «О наименовании новых улиц в Нагаево, жилом районе Глумилино Октябрьского района, в Кировском районе (микрорайоны „Урал“, „Юрюзань“), в Орджоникидзевском районе (Тимашево) городского округа город Уфа Республики Башкортостан».
Название мемориальное — в честь башкирского художника Ахмата Фаткулловича Лутфуллина, народного художника СССР (1989).

### Улица Ахметова
Улица Ахметова — центральная, самая протяженная улица в микрорайоне Затон (бывший поселок Киржацкий, или Киржацкий Затон). Тянется от левого берега реки Белой до западного выезда из Затона в сторону КПП. На отрезке улицы от р. Белой до трассы на Затон расположены Уфимское речное училище, судоремонтный завод и стадион «Водник». Старое название улицы — Кержацкая, по имени деревни (Затон издавна являлся местом поселения кержаков).
В 1920-е гг. Кержацкая стала именоваться улицей Юмашева, затем стала улицей Ахметова, но не композитора как сегодня, а его однофамильца, отличившегося в годы Гражданской войны. Якуб Ахметов (1896 г. р.) родился в семье сторожа и уборщицы губернаторского дома. В годы революции играл определённую роль, после прихода красных в декабре 1918 г. возглавил отряд по охране города, затем отряд для проведения рейдов в колчаковских тылах. Я. Ахметов погиб, когда отряд попал в окружение.
В 1993 г., в связи с юбилейными мероприятиями, улица имени Якуба Ахметова была переименована в честь композитора, музыкального и общественного деятеля Хусаина Файзулловича Ахметова (1914—1993) — выпускника Московской консерватории, народного артиста РСФСР, заслуженного деятеля искусств РСФСР, участника Великой Отечественной войны. Знаток башкирской народной музыки (им записано более 100 песен), X. Ахметов подготовил издание первого сборника башкирских народных песен. С 1946 по 1974 г. он являлся художественным руководителем Башкирской государственной филармонии. X. Ахметов — автор оперы «Современники», балета «Горный орел» (совместно с композитором Н. Сабитовым), пьес для ансамбля скрипачей «Гимн заре», «Утро Урала», сотен песен, романсов, баллад, вокальных циклов.

## Б

### Улица Бабушкина
Улица Бабушкина — улица в Советском районе Уфы. Соединяет проспект Октября и улицу Большую Гражданскую.
Название было дано в честь российского революционера Бабушкина И. В.

### Базилевская улица
Базилевская улица — улица в Калининском районе Уфы, в деревне Базилевке.
Почтовый индекс: 450069. Код ОКАТО: 80401370000.
Пересекается со Свищевой улицей.
В Уфе до 1917 года существовала Базилевская улица — в честь почётного гражданина Уфы Ивана Фёдоровича Базилевского (1791—1876). Сейчас это участок улицы Ленина от парка Ленина до улицы Пушкина.

### Батырская улица
Вначале называлась Онежской улицей. Располагается от пересечения с улицей Кувыкина до улицы Авроры. На улице находятся Институт профзаболеваний, Республиканское аптекоуправление, а также Роддом № 4.

### Переулок Башкирской Кавдивизии
Переулок Башкирской кавдивизии расположен в Дёмском районе Уфы, в поселке Баланово.
Почтовый индекс — 450014, код ОКАТО — 80401365000
Автобус — 34 маршрут.
Официально существует с 20 февраля 2002 (Решение Президиума Уфимского городского Совета РБ от 20.02.2002 № 29/15 «О наименованиях переулков в населенном пункте Баланово Демского района города Уфы»)
Назван в честь легендарной 112-й Башкирской кавалерийской дивизии, сформированная в Уфе в декабре 1941 года.

### Улица Башкирской Кавдивизии
Улица Башкирской кавдивизии — в Дёмском районе Уфы, в строящемся микрорайоне Баланово — Ново-Александровка, примыкающем к посёлку Баланово.
Почтовый индекс — 450095, код ОКАТО — 80401365000.
Проходит в основном в направлении север — восток, от 1—й ул. Строителей до улицы Якуба Коласа, границы городского округа.
Названа в честь легендарной 112-й башкирской кавалерийской дивизии, сформированной в Уфе в декабре 1941 года.

### Улица Баязита Бикбая
Улица имени Баязита Бикбая — улица в микрорайоне Сипайлово Октябрьского района Уфы. Соединяет улицы Сипайловскую и имени Юрия Гагарина.

### Берёзовая улица
Берёзовая у́лица — в Дёмском районе Уфы, в строящемся микрорайоне Баланово — Ново-Александровка, примыкающем к посёлку Баланово. Окраинная улица Уфы. Частный сектор.
Почтовый индекс — 450095, код ОКАТО — 80401365000.
На улицу выходят переулки Гилёва, Башкирской кавдивизии, бульвар Героев труда, улицы Карагайская, Яктыкульская, Янгантауская, Учительская, Соловьиная, 3—я ул. Строителей.

### Благодатная улица
Благодатная улица — в Октябрьском районе Уфы, в посёлке Нагаево.
Почтовый индекс — 450900. Код ОКАТО — 80401944001.
Название утверждено решением Совета городского округа город Уфа Республики Башкортостан от 16 сентября 2010 года № 28/15 «О наименовании новых улиц в Нагаево, жилом районе Глумилино Октябрьского района, в Кировском районе (микрорайоны „Урал“, „Юрюзань“), в Орджоникидзевском районе (Тимашево) городского округа город Уфа Республики Башкортостан».

### Улица Благоева
Улица Благоева — переименована в улицу Зайнуллы Расулева

### Благородная улица
Благородная улица — в Октябрьском районе Уфы, в посёлке Нагаево.
Почтовый индекс — 450900. Код ОКАТО — 80401944001.
Название утверждено решением Совета городского округа город Уфа Республики Башкортостан от 16 сентября 2010 года № 28/15 «О наименовании новых улиц в Нагаево, жилом районе Глумилино Октябрьского района, в Кировском районе (микрорайоны „Урал“, „Юрюзань“), в Орджоникидзевском районе (Тимашево) городского округа город Уфа Республики Башкортостан».

### Бобруйская улица
Бобруйская улица — улица в Калининском районе Уфы, в жилом районе «Инорс».
Начинается от бульвара Баландина и заканчивается Железнодорожным переулком. Названа в честь города Бобруйск. На улице находятся всего восемь частных домов. Квартал, на которой находится улица в скором времени подвергнется капитальной застройке, и дома на этой улице будут снесены. Вследствие этого данная улица исчезнет с карты Уфы.

### Боровая улица
Борова́я у́лица — в Калининском районе Уфы, в н.п. Кардон-6.
Почтовый индекс — 450033, код ОКАТО — 80401370000.
Название улицы присвоено 1 июля 1998. Тогда Президиум Уфимского городского Совета РБ принял Решение от 1 июля 1998 г. № 38/15 «О присвоении наименования „Боровая“ улице, расположенной в поселке Кардон-6 Черниковского лесничества Калининского района г. Уфы»

### Улица Булата Рафикова
Улица Булата Рафикова — в Октябрьском районе Уфы, в посёлке Нагаево.
Почтовый индекс — 450900. Код ОКАТО — 80401944001.
Название утверждено решением Совета городского округа город Уфа Республики Башкортостан от 16 сентября 2010 года № 28/15 «О наименовании новых улиц в Нагаево, жилом районе Глумилино Октябрьского района, в Кировском районе (микрорайоны „Урал“, „Юрюзань“), в Орджоникидзевском районе (Тимашево) городского округа город Уфа Республики Башкортостан».
Название мемориальное — в честь Булата Загреевича Рафикова, башкирского писателя.

### Булярская улица
Булярская улица — в Октябрьском районе Уфы, в посёлке Нагаево.
Почтовый индекс — 450900. Код ОКАТО — 80401944001.
Название утверждено решением Совета городского округа город Уфа Республики Башкортостан от 16 сентября 2010 года № 28/15 «О наименовании новых улиц в Нагаево, жилом районе Глумилино Октябрьского района, в Кировском районе (микрорайоны „Урал“, „Юрюзань“), в Орджоникидзевском районе (Тимашево) городского округа город Уфа Республики Башкортостан».
Название улицы по башкирскому роду Буляр.

## В

### Улица Василия Катаринского
Улица Василия Катаринского — в Октябрьском районе Уфы, в посёлке Нагаево.
Почтовый индекс — 450900. Код ОКАТО — 80401944001.
Название утверждено решением Совета городского округа город Уфа Республики Башкортостан от 16 сентября 2010 года № 28/15 «О наименовании новых улиц в Нагаево, жилом районе Глумилино Октябрьского района, в Кировском районе (микрорайоны „Урал“, „Юрюзань“), в Орджоникидзевском районе (Тимашево) городского округа город Уфа Республики Башкортостан».
Название улицы мемориальное — в память о Василии Катаринским (1846—1902), педагоге, просветителе, автора учебника «Букварь для башкир», русско-башкирского и башкирско-русского словарей.

## Г

### Улица Газиза Альмухаметова
Улица Газиза Альмухаметова — в Октябрьском районе Уфы, в посёлке Нагаево.
Почтовый индекс — 450900. Код ОКАТО — 80401944001.
Название утверждено решением Совета городского округа город Уфа Республики Башкортостан от 16 сентября 2010 года № 28/15 «О наименовании новых улиц в Нагаево, жилом районе Глумилино Октябрьского района, в Кировском районе (микрорайоны „Урал“, „Юрюзань“), в Орджоникидзевском районе (Тимашево) городского округа город Уфа Республики Башкортостан».

### Гайнинская улица
Гайнинская улица — в Октябрьском районе Уфы, в посёлке Нагаево.
Почтовый индекс — 450900. Код ОКАТО — 80401944001.
Название утверждено решением Совета городского округа город Уфа Республики Башкортостан от 16 сентября 2010 года № 28/15 «О наименовании новых улиц в Нагаево, жилом районе Глумилино Октябрьского района, в Кировском районе (микрорайоны „Урал“, „Юрюзань“), в Орджоникидзевском районе (Тимашево) городского округа город Уфа Республики Башкортостан». Названа по башкирскому племени Гайна.

### Улица Галимьяна Тагана
Улица Галимьяна Тагана — в Октябрьском районе Уфы, в посёлке Нагаево.
Почтовый индекс — 450900. Код ОКАТО — 80401944001.
Название утверждено решением Совета городского округа город Уфа Республики Башкортостан от 16 сентября 2010 года № 28/15 «О наименовании новых улиц в Нагаево, жилом районе Глумилино Октябрьского района, в Кировском районе (микрорайоны „Урал“, „Юрюзань“), в Орджоникидзевском районе (Тимашево) городского округа город Уфа Республики Башкортостан».
Названа в честь Галимьяна Гирфановича Тагана (1892—1948) — башкирского учёного, экономиста, политического деятеля.

### Улица имени города Галле[вд]
Улица имени города Галле — улица в Советском районе Уфы. Соединяет улицу Комсомольскую с Автотрассой М7.

### Гаражная улица
До 50-х годов называлась Глухая.

### Улица Гаты Сулейманова
Улица Гаты Сулейманова — в Октябрьском районе Уфы, в посёлке Нагаево.
Почтовый индекс — 450900. Код ОКАТО — 80401944001.
Название утверждено решением Совета городского округа город Уфа Республики Башкортостан от 16 сентября 2010 года № 28/15 «О наименовании новых улиц в Нагаево, жилом районе Глумилино Октябрьского района, в Кировском районе (микрорайоны „Урал“, „Юрюзань“), в Орджоникидзевском районе (Тимашево) городского округа город Уфа Республики Башкортостан».

### Улица Георгия Вахрушева
Улица Георгия Вахрушева — в Октябрьском районе Уфы, в посёлке Нагаево.
Почтовый индекс — 450900. Код ОКАТО — 80401944001.
Название утверждено решением Совета городского округа город Уфа Республики Башкортостан от 16 сентября 2010 года № 28/15 «О наименовании новых улиц в Нагаево, жилом районе Глумилино Октябрьского района, в Кировском районе (микрорайоны „Урал“, „Юрюзань“), в Орджоникидзевском районе (Тимашево) городского округа город Уфа Республики Башкортостан».

### Бульвар Героев Труда
Бульвар Героев труда — в Дёмском районе Уфы, в строящемся микрорайоне Баланово — Ново-Александровка, примыкающем к посёлку Баланово.
Почтовый индекс — 450095, код ОКАТО — 80401365000.
Идёт от Берёзовой улицы в направлении северо-запад — юго-восток к ул. Башкирской Кавдивизии и завершается на 2-й улице Строителей.

### Улица Герцена
Начинается от Колхозного рынка (ТЦ Меркурий). Идёт параллельно улице Кольцевой.
Доходит до улицы Кулибина в районе 85 школы.

### Переулок Гилева
д. Баланово Дёмского р-на. Начинается с пересечения ул. Гилева

### Улица Гилева
д. Баланово Дёмского района. Начинается от пересечения с ул. Баланово

### Глазовская улица
Дёмский район. Начинается от пересечения с ул. Демьяна Бедного

### Улица Глинки
У́лица Гли́нки — улица в жилом районе Инорс города Уфы Республики Башкортостан. Названа в честь русского композитора Михаила Ивановича Глинки.
Пересекает улицу Ферина.
На ул. Глинки находится: в д. 4а Отдел полиции № 2, УВД по г. Уфе, в д. 2 торговый комплекс «Яшель», а также парикмахерский салон, компьютерный клуб, ветеринарная клиника. Почтовый индекс — 450039, Код ОКАТО — 80401370000 .

### Глинская улица
Названа в честь писателя Михаила Глинки

### Улица Гоголя
Улица Гоголя — улица в Ленинском и Кировском районах Уфы. Пролегает с юга на север, начинаясь с улицы Заки Валиди и заканчиваясь улицей Достоевского.

### Грозненская улица
Дёмский район. Начинается на пересечении с ул. Левитана и заканчивается на пересечении с ул. Минская

## Д

### Бульвар Давлеткильдеева
Бульвар Давлеткильдеева — улица в Октябрьском районе Уфы.

### Дагестанская улица
Находится в Демском районе города Уфы. Проходит вдоль микрорайона Серебряный ручей. Здесь располагаются здания торгового комплекса "Магнит Экстра", Травмпункт. Включает жилые дома хрущевского времени, а также современные застройки. 

### Улица Дарвина
У́лица Да́рвина в Орджоникидзевском районе Уфы, в разъезде 1629 км.
Почтовый индекс — 450075. Код ОКАТО — 80401385000.
Пересекается с ул. 1629 километр. Рядом расположена главная улица Уфы — проспект Октября (остановка «Парк им. Калинина», по ПКиО им. М. Калинина).
Электричка — остановочный пункт 1629 км.

### Улица Демьяна Бедного
Дёмский район.

### Улица Дениса Булякова
В микрорайоне «Сафроновский», недалеко от Затонского моста.

### Улица Достоевского
В XIX веке носила название «Тюремная улица» в честь первой городской следственной тюрьмы. Часть корпусов тюрьмы появилась ещё в XVIII веке. В 2013 году был подисан документ, согласно которому СИЗО будет перенесён с этой улицы в другое место.

### Улица Дуслык
Дуслык — улица в Орджоникидзевском районе Уфы, в посёлке Старые Турбаслы.
Почтовый индекс — 450903. Код ОКАТО — 80401957001

## Е

### Елизаветы Глинки
Улица Елизаветы Глинки расположена южнее села Федоровка и деревни Самохваловка, входящих в состав Калининского района. Присвоено в феврале 2019 года в честь российского общественного деятеля, врача и филантропа Елизаветы Петровны Глинки. 

## Ж

### Железнодорожный переулок
Железнодорожный переулок — переулок в Калининском районе Уфы, в жилом районе «Инорс».
Начинается от бульвара Тухвата Янаби и заканчивается улицей Ферина.
На улице находятся всего семь частных домов. Все имеют чётные номера. Квартал, на которой находится улица в скором времени подвергнется капитальной застройке, и дома на этой улице будут снесены. Вследствие чего данная улица исчезнет с карты Уфы.

## З

### Задорный переулок
Задорный — переулок в Октябрьском районе Уфы, в посёлке Нагаево.
Почтовый индекс — 450900. Код ОКАТО — 80401944001.
Название утверждено решением Совета городского округа город Уфа Республики Башкортостан от 16 сентября 2010 года № 28/15 «О наименовании новых улиц в Нагаево, жилом районе Глумилино Октябрьского района, в Кировском районе (микрорайоны „Урал“, „Юрюзань“), в Орджоникидзевском районе (Тимашево) городского округа город Уфа Республики Башкортостан».

### Улица Зодчих
Улица Зодчих в Уфе де-юре находится в Кировском районе. Почтовый индекс — 450056, код ОКАТО — 80401375000. Фактически её больше нет. Как пишет Рада Калинина в «Уфимских ведомостях», в адресном реестре Уфы 2009 года присутствуют улицы, которых де-факто нет.

сейчас память об Адыгейской сохранилась только в … реестре, который показывает, что улица-то существует. Похожая ситуация сложилась с улицами Актюбинской, Акташской, Вишнёвой, Зодчих, Культработников, Херсонской и так далее.— http://vedomosti.journal-ufa.ru/showinf.php?n=560&n_id=432

## И

### Бульвар Ибрагимова
Бульвар Ибрагимова — бульвар в Советском районе Уфы. Является самым большим по протяжённости бульваром в городе.

## К

### Кандринская улица
Дёмский район. Начинается на пересечении с ул. Якуба Колоса и заканчивается на пересечении с ул. Чебоксарская

### Карагайская улица
Карагайская улица — в Дёмском районе Уфы, в строящемся микрорайоне Баланово — Ново-Александровка, примыкающем к посёлку Баланово.
Почтовый индекс — 450095, код ОКАТО — 80401365000.
Идёт от Берёзовой улицы в направлении северо-запад — юго-восток к ул. Башкирской Кавдивизии и завершается на 3-й ул. Строителей.

### Улица Карла Маркса
Улица Карла Маркса — улица в Советском и Ленинском районах Уфы. Пролегает с юга на север, заканчиваясь у железнодорожного вокзала.

### Киевская улица
Дёмский район. Начинается на пересечении с Юматовским переулком и заканчивается пересечением с ул. Электровозной.

### Киевский переулок
Переулок находится в Дёмском районе. Образует небольшое кольцо. Пересекается в двух местах с ул. Магистральная

### Улица Кирова
Улица Кирова — улица в Кировском и Советском районах Уфы. Пролегает с запада на восток, начинаясь с улицы Карла Маркса и заканчиваясь проспектом Салавата Юлаева. Улица начинается у Дома профсоюзов. Продолжением улицы является улица Губайдуллина.

### Улица Клавдии Абрамовой
Находится в Октябрьском районе Уфы. Начинается от улицы 50 лет СССР (напротив здания театра «Нур») и доходит до улицы Лесотехникума. Почтовый индекс — 450071, код ОКАТО — 80401384000. Названа в честь Клавдии Абрамовой, подпольщицы, расстрелянной гитлеровцами в 1942 году вместе с двумя дочерьми. 7 мая 1967 года решением Уфимского горисполкома имя Клавдии Абрамовой присвоено вновь построенной улице в северо-западной части Тужиловки. Ей также поставлен памятник, на нём доска, со словами: «Бесстрашной партизанке Клавдии Ильиничне Абрамовой-Разуваевой, погибшей вместе со своими детьми в Великую Отечественную войну».

### Клубничный переулок
Клубничный переулок — переулок в Октябрьском районе Уфы, в посёлке Нагаево.
Почтовый индекс — 450900. Код ОКАТО — 80401944001.
Название утверждено решением Совета городского округа город Уфа Республики Башкортостан от 16 сентября 2010 года № 28/15 «О наименовании новых улиц в Нагаево, жилом районе Глумилино Октябрьского района, в Кировском районе (микрорайоны „Урал“, „Юрюзань“), в Орджоникидзевском районе (Тимашево) городского округа город Уфа Республики Башкортостан».

### Кольская улица
Кольская ул. — улица в Орджоникидзевском и Октябрьском районах Уфы. Соединяет просп. Октября и Сипайловскую ул.

### Коммунистическая улица
Коммунистическая ул. — улица в Ленинском и Кировском районах Уфы. Пролегает с запада на восток, начинаясь с окончания Сенной улицы и заканчиваясь рекой Сутолокой.

### Комсомольская улица[вд]
Комсомольская ул. — улица в Октябрьском, Советском районах Уфы. Прежнее название, как и улицы Российской, Высоковольтная. 
Почтовый индекс: 450096
Соединяет улицу Российскую и улицу 8 Марта. Как и улица Российская, параллельна проспекту Октября. Участок от улицы Шафиева (бывшей Курской) до Северного проезда, проходящий рядом с кинотеатром «Искра», обозначенный на нынешних картах как участок улицы Новогорная, был конечными участками Высоковольтной и Российской (со стыком по Южному проезду) до середины 70-х годов, когда на этом участке была построена новая городская магистраль, и в 1977 году, в связи с присоединением к Уфе Шакши «уфимская» Высоковольтная была переименована в Комсомольскую, а «шакшинская» Высоковольтная сохранила название.
С 1950-х годов Высоковольтная и Российская являлись частью международной автомобильной дороги стратегического значения «Москва-Пекин».
На улице расположены торговый центр «ДомПроДом», Храм равноапостольных Кирилла и Мефодия, Башкирэнерго.

### Конопляная улица
Конопляная ул.  — в Калининском районе Уфы, в деревне Базилевке.
Почтовый индекс: 450069. Код ОКАТО: 80401370000.
Название официально с 29 ноября 1995.

### Улица Коралловая
В микрорайоне «Сафроновский», недалеко от Затонского моста.

### Круглый переулок
Круглый переулок — переулок в Октябрьском районе Уфы, в посёлке Нагаево.
Почтовый индекс — 450900. Код ОКАТО — 80401944001.
Название утверждено решением Совета городского округа город Уфа Республики Башкортостан от 16 сентября 2010 года № 28/15 «О наименовании новых улиц в Нагаево, жилом районе Глумилино Октябрьского района, в Кировском районе (микрорайоны „Урал“, „Юрюзань“), в Орджоникидзевском районе (Тимашево) городского округа город Уфа Республики Башкортостан».

### Кулундинская улица
От тюркского «кулун» (молодая лошадь) и «дала» (степь). Кулунди́нская равни́на (Кулундинская степь) — равнина на юге Западной
Сибири в Алтайском крае России и Павлодарской области Казахстана. Кулундинская равнина — важный сельскохозяйственный район Западной Сибири. На основании Указа Президиума Верховного Совета РСФСР от 24 июля 1956 года города Уфа и Черниковск были объединены в один город Уфу. В связи с этим были переименованы несколько улиц, поскольку их названия совпадали с уфимскими. Так улица Гафури Калининского района города Черниковска решением… была переименована в улицу Кисловодская (газета Советская Башкирия от 29-30 ноября 1956 г.), ввиду того, что в г. Уфе уже существовала улица Гафури (решением президиума Уфимского горисполкома от 4 мая 1923 года бывшая Никольская улица была переименована в честь М. Гафури). Затем часть улицы Кисловодской с № решением … переименована в улицу Кулундинскую (Октябрьский район г. Уфы).

## Л

### Лагерная улица
Лагерная улица находится в Советском Районе Уфы. Протяжённость улицы составляет 273 метра. 

### Улица Левитана
Дёмский район. Начинается недалеко от пересечений улиц Центральная и Правды. Заканчивается на пересечении с ул. Якуба Колоса

### Улица Ленина
Улица Ленина — улица в Советском, Ленинском и Кировском районах Уфы. Пролегает с юга на север, заканчиваясь Сафроновской пристанью. Это главная(центральная) улица города.

### Лесозаводская улица
Улица протяженностью около 2 км. На ней расположены частные дома, но есть и административные здания. Если считать началом с пересечения улицы Рижской. Первым стоит детский сад № 25, через метров 100 участковый пункт милиции и Дом культуры «Ядкарь», кстати, единственный ДК в микрорайоне. Заканчивается улица, пересекаясь с ул. Заозерная.

### Улица Лесотехникума
Улица Лесотехникума — улица в Октябрьском районе Уфы. Соединяет улицы Менделеева и Комсомольскую.
На улице находятся торговый комплекс «Октябрьский», полк ДПС ГИБДД при управлении МВД России по г. Уфа, РУВД Октябрьского района.

## М

### Магистральная улица
Дёмский район. Начинается на пресечении с ул. Дагестанская и заканчивается на пересечении с ул. Грозненская

### Магистральный переулок
Дёмский Район. Образует небольшое кольцо с ул. Магистральная

### Майкопская улица
Дёмский район. Начинается на пересечении с ул. Якуба Колоса и заканчивается на пересечении с ул. Крайняя

### Майкопский переулок
Находится в Дёмском районе. Начинается на пересечении с ул. Якуба Колоса и заканчивается на пересечении с 1 Донбаским переулком

### Улица Майора Зимина
Находится на окраине Дёмского района. Недалеко от промежуточной дороги между федеральными трассами М5 и М7. Идёт параллельно ул. Якуба Коласа

### Майская улица
Имела название Первомайская до присоединения микрорайона Шакша к городу Уфа. В момент образования Шакши являлась главной улицей и на ней проводились проводились первомайские праздники. После соединения с Уфой оказалось две улицы с одним названием в одном городе, и было решение переименовать в Майскую улицу.

### Улица Менделеева
Улица Менделеева — улица в Кировском, Советском, Октябрьском районах Уфы. Одна из самых старых и длинных улиц города.

### Улица Мингажева
Улица Мингажева — улица в Кировском и Советском районах Уфы. Улица начинается в районе истока Сутолоки в старой Уфе и заканчивается, соединяясь с Большой Гражданской улицей.

### Минская улица
Находится в Дёмском районе. Начинается на пересечении с Юматовским переулком и заканчивается пересечением с ул. Электровозная. Идёт параллельно с ул. Киевская

### Минский переулок
Находится в Дёмском районе. Образует кольцо с ул. Киевская. Имеет ответвление в сторону Минской Улицы

### Улица Мусоргского
Находится в Дёмском районе. Начинается на пересечении с ул. Дагестанская и заканчивается на пересечении с ул. Грозненская

### Улица Мустая Карима
Улица Мустая Карима — одна из исторических улиц Уфы. Находится в Ленинском районе, в исторической части города.

## Н

### Новая улица
Улица в бывшей деревне Мокроусово, начинается от пересечения с Мокроусовской улицей, вновь с ней соприкасается и свернув, вновь идёт параллельно Мокроусовской.

## О

### Улица Октябрьской Революции
Улица Октябрьской Революции — улица в Кировском районе Уфы. Пролегает с запада на восток, начинаясь с улицы Ленина и заканчиваясь на набережной Белой реки.

### Проспект Октября
Проспект Октября — центральная магистраль Уфы. Начинается рядом с Башкирским государственным аграрным университетом и заканчивается, примыкая к Тоннельной улице по дороге в Черниковку.

## П

### Парниковый переулок
Парниковый переулок находится в Кировском районе Уфы, в деревне Искино.
Почтовый индекс — 450056, код ОКАТО — 80401923001.

### Первомайская улица
Первомайская улица — улица в Орджоникидзевском и Калининском районах Уфы, является центральной улицей Черниковки. Улица пролегает с запада на восток от парка Победы до улицы Машиностроителей.

### Пермская улица
Пермская улица находится в «вокзальной» части Уфы. Она сформировалась в начале XX в. вместе с Северной слободой, которая представляла собой рабочий посёлок при железнодорожных мастерских и депо. Начинается от перекрёстка улиц Вокзальной и Карла Маркса, поднимается в гору, пересекает улицу Ленина и упирается в овраг. А продолжение её, после оврага, начинается с пересечения с улицей Цюрупы и заканчивается ул. Пермская упираясь в ул. Пархоменко.
Улица получила своё название от города Перми.

### Бульвар Плеханова
На месте этой улицы должна была расположиться широкая городская аллея с пешеходными дорожками и скамьями для праздного отдыха горожан. Однако с первого же взгляда бульвар Плеханова никак не влезает в представления этого определения. Во — первых, "не влезают " в него железные коробки гаражей, в обилии разбросанные вдоль всего бульвара, во — вторых, здесь нет не только пешеходных дорожек, но собственно и проезжая часть производит впечатление "серпантина ", проложенного между огромными лужами, и в — третьих, нет здесь поблизости никаких аллеек.
Бульвар Плеханова никогда не был похож на бульвар, до прихода сюда к Курочкиной горе, многоэтажной цивилизации на этой улице существовал и асфальт, и электрическое освещение. Потом по одной из её сторон выросли многоэтажки, и бульвар сразу почему — то погрузился в темноту.
В городе Уфа Г. В. Плеханов никогда не был.

### Улица Полынка
у́лица Полынка' — в Калининском районе Уфы, в деревне Самохваловка.
Почтовый индекс — 450902, код ОКАТО — 80401918003

### Просторная улица
Просто́рная у́лица' — в Калининском районе Уфы, в деревне Самохваловка.
Почтовый индекс — 450902, код ОКАТО — 80401918003
название официально с 29 ноября 1995

### Прудная улица
Пру́дная у́лица — в Калининском районе Уфы, в деревне Базилевке.
Почтовый индекс: 450069. Код ОКАТО: 80401370000.
Название по пруду, который огибается улицей, придавая ей необычную форму.
Название официально с 29 ноября 1995.

### Улица Пушкина
Улица Пушкина — улица в Ленинском и Кировском районах Уфы. Пролегает с запада на восток, спускаясь от района уфимского Телецентра и упираясь в улицу Воровского.

## Р

### Радиальный переулок
Радиальный переулок — в Октябрьском районе Уфы, в посёлке Нагаево.
Почтовый индекс — 450900. Код ОКАТО — 80401944001.
Название утверждено решением Совета городского округа город Уфа Республики Башкортостан от 16 сентября 2010 года № 28/15 «О наименовании новых улиц в Нагаево, жилом районе Глумилино Октябрьского района, в Кировском районе (микрорайоны „Урал“, „Юрюзань“), в Орджоникидзевском районе (Тимашево) городского округа город Уфа Республики Башкортостан».

### Раздольный переулок
Раздольный переулок — в Кировском районе Уфы, в деревне Искино.
Почтовый индекс — 450056, код ОКАТО — 80401923001/
Раздольный переулок находится между двумя озёрами: Длинным с севера и Большой Улукуль с юга.

### Улица Рихарда Зорге
Улица Рихарда Зорге — улица в Советском и Октябрьском районах Уфы. Начинается с пересечения Кировоградской и Большой Гражданской улиц, являясь продолжением последней, и заканчивается улицей Блюхера около Парка им. М. Гафури за площадью Ленина. Пролегает параллельно проспекту Октября.

### Родниковская улица
Роднико́вая — небольшая улица в Орджоникидзевском районе Уфы, в посёлке Старые Турбаслы.
Почтовый индекс — 450903. Код ОКАТО — 80401957001
Находится параллельно улицам Сыртланова и Комсомольской.

### Российская улица

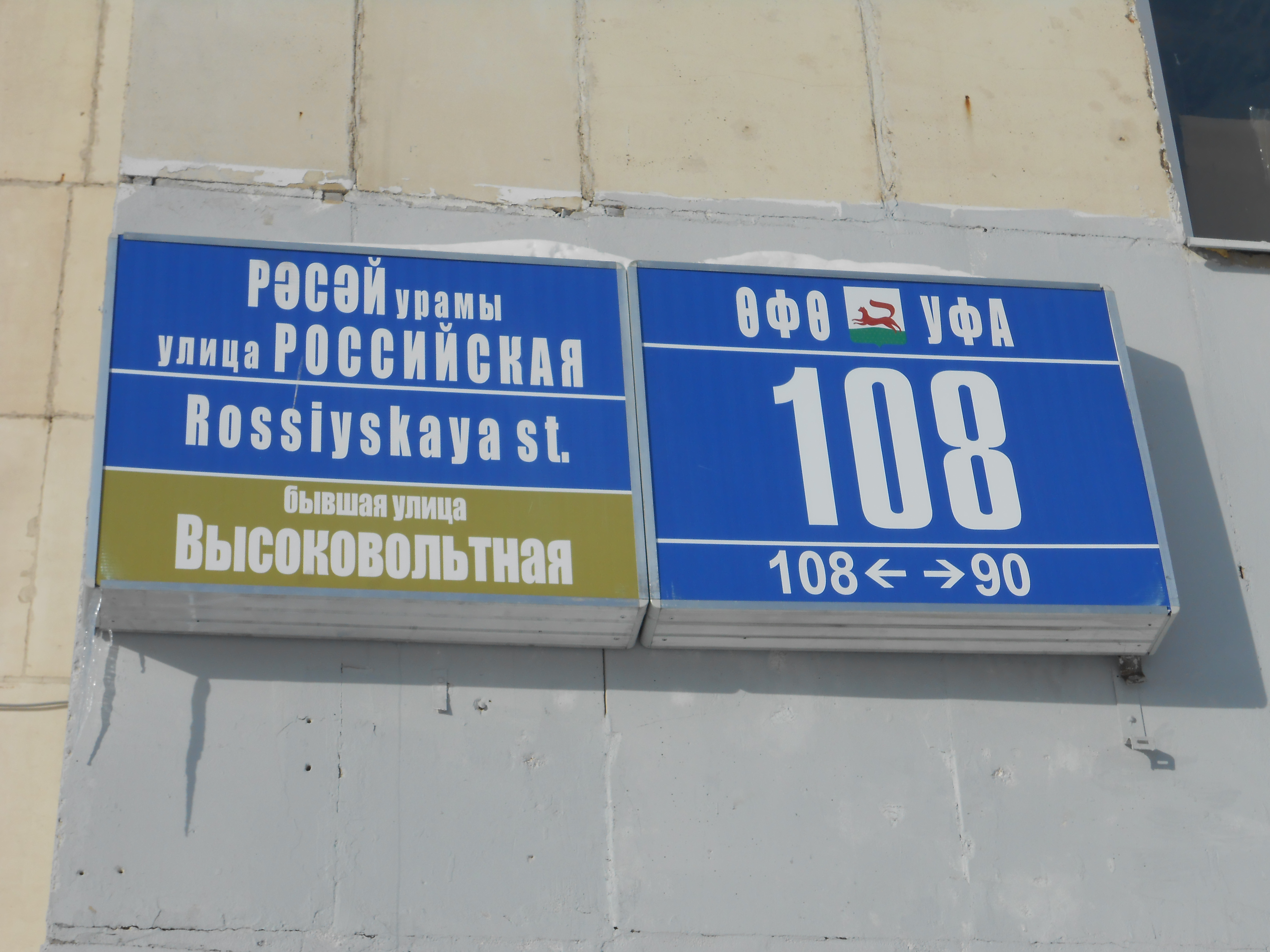

Российская улица — улица в Орджоникидзевском и Октябрьском районах Уфы. Соединяет Трамвайную и Комсомольскую улицы.
Почтовый индекс: 450098.
На улице находится здание Уфаводоканала и торгово-сервисных комплексов «Урал» и «Ильинский».

## С

### Улица Сагита Агиша
Улица Агиша Сагита — улица в Советском районе Уфы. Соединяет улицу Менделеева с новой магистралью Уфы — проспектом Салавата Юлаева.
Улица Сагита Агиша после революции 1917 года называлась улицей Михаила Калинина, затем была переименована в Полярную улицу и носила это название до 23 января 1974 года, когда получила современное название в честь башкирского писателя Сагита Агиша.
На улице расположена остановка общественного транспорта «Улица Сагита Агиша». На улице Сагита Агиша, д. 4, находится Республиканский противотуберкулёзный диспансер.

### Проспект Салавата Юлаева
Один из трёх проспектов Уфы. Начинается на пересечении с улицей Заки Валиди, при въезде с южного моста через Белую реку, и заканчивается, примыкая к Сипайловской улице при въезде в район Сипайлово. Построен в 2007 году.
На своём протяжении проспект имеет 8 полос для движения транспорта.

### Улица Свердлова
Свердлова улица, в западной части исторического центра города. Её первоначальное название — Малая Казанская улица, так как за Гостиным Двором Малая Казанская продолжала то же направление, что и Большая Казанская (ныне ул. Октябрьской революции), а вместе они составляли линию, протянувшуюся через весь город от Троицкой площади у Оренбургской переправы до Никольской площади перед спуском к Нижегородке.
После революции улица была переименована в Новую Казанскую, затем в Интернациональную, а в 1937 г. названа в честь советского партийного деятеля Якова Михайловича Свердлова (1885—1919), участника революционных событий на Урале 1905—1907 гг., организатора Уральской областной партийной организации.

### Смородиновая улица
Смородиновая улица — в Октябрьском районе Уфы, в посёлке Нагаево.
Почтовый индекс — 450900. Код ОКАТО — 80401944001.
Название утверждено решением Совета городского округа город Уфа Республики Башкортостан от 16 сентября 2010 года № 28/15 «О наименовании новых улиц в Нагаево, жилом районе Глумилино Октябрьского района, в Кировском районе (микрорайоны „Урал“, „Юрюзань“), в Орджоникидзевском районе (Тимашево) городского округа город Уфа Республики Башкортостан», в посёлке Нагаево.

### Улица Солидарности
У́лица Солида́рности — в Октябрьском районе Уфы, в посёлке Нагаево.
Почтовый индекс — 450900. Код ОКАТО — 80401944001.
Название утверждено решением Совета городского округа город Уфа Республики Башкортостан от 16 сентября 2010 года № 28/15 «О наименовании новых улиц в Нагаево, жилом районе Глумилино Октябрьского района, в Кировском районе (микрорайоны „Урал“, „Юрюзань“), в Орджоникидзевском районе (Тимашево) городского округа город Уфа Республики Башкортостан».

### Счастливая улица
Счастливая улица — улица в Октябрьском районе Уфы, в посёлке Нагаево.
Почтовый индекс — 450900. Код ОКАТО — 80401944001.
Название утверждено решением Совета городского округа город Уфа Республики Башкортостан от 16 сентября 2010 года № 28/15 «О наименовании новых улиц в Нагаево, жилом районе Глумилино Октябрьского района, в Кировском районе (микрорайоны „Урал“, „Юрюзань“), в Орджоникидзевском районе (Тимашево) городского округа город Уфа Республики Башкортостан».

## Т

### Тагира Баишева
Улица в Октябрьском районе Уфы, в посёлке Нагаево.
Почтовый индекс — 450900. Код ОКАТО — 80401944001.
Название утверждено решением Совета городского округа город Уфа Республики Башкортостан от 16 сентября 2010 года № 28/15 «О наименовании новых улиц в Нагаево, жилом районе Глумилино Октябрьского района, в Кировском районе (микрорайоны „Урал“, „Юрюзань“), в Орджоникидзевском районе (Тимашево) городского округа город Уфа Республики Башкортостан». Улица названа в честь известного башкирского кандидата филологических наук, лингвиста, диалектолога и тюрколога Баишева Тагира Галлямовича (1886—1974).

### Улица Такиуллы Алиева
Расположена в Калининском районе г. Уфы. Названа в честь Такиуллы Алиева, георгиевского кавалера, участника Первой мировой и Гражданской войн, энергостроителя.

### Ташкентская улица
Улица в Орджоникидзевском районе Уфы, является одной из центральных улиц микрорайона Тимашево.
Выходит на Северное кладбище.
ОКАТО 80401385000.
Почтовый индекс 450051.
КЛАДР ID 02000001000081800.

### 3-й Травяной переулок
3-й Травяной переулок — переулок в Октябрьском районе Уфы, в посёлке Нагаево.
Почтовый индекс — 450900. Код ОКАТО — 80401944001.
Название утверждено Решением Совета городского округа город Уфа Республики Башкортостан от 16 сентября 2010 года № 28/15 «О наименовании новых улиц в Нагаево, жилом районе Глумилино Октябрьского района, в Кировском районе (микрорайоны „Урал“, „Юрюзань“), в Орджоникидзевском районе (Тимашево) городского округа город Уфа Республики Башкортостан».

### Троицкая улица
Тро́ицкая у́лица — в Ленинском районе Уфы, в посёлке (жилмассиве) Тихая слобода.
Почтовый индекс — 450017, код ОКАТО — 80401380000.
Идет направлении юго-восток — северо-запад от ул. Арбатская до улицы Малыгина.
Название улицы официально появилось 29 ноября 1995 г. (Решение Президиума Уфимского городского Совета РБ от 29.11.95 № 10/20 «О наименовании улиц и переулков в жилом массиве „Тихая Слобода“ Ленинского района г. Уфы»)

### Тунгаурская улица
Тунгаурская улица — в Октябрьском районе Уфы, в посёлке Нагаево.
Почтовый индекс — 450900. Код ОКАТО — 80401944001.
Название утверждено Решением Совета городского округа город Уфа Республики Башкортостан от 16 сентября 2010 года № 28/15 «О наименовании новых улиц в Нагаево, жилом районе Глумилино Октябрьского района, в Кировском районе (микрорайоны „Урал“, „Юрюзань“), в Орджоникидзевском районе (Тимашево) городского округа город Уфа Республики Башкортостан».
Улица названа по наименованию одного из крупного башкирского племени Тангаур.

### Бульвар Тюлькина
Бульвар Тюлькина — бульвар в Октябрьском районе Уфы. Пересекается с Российской ул.

## У

### Улица Ухтомского
Центральная улица Дёмского района. Начинается от пересечения с Центральной ул. и заканчивается пересечением с ул. Мусы Джалиля

## Х

### Улица Хазиахметова
Улица Хазиахметова — улица в Орджоникидзевском районе Уфы, в посёлке Старые Турбаслы.
Почтовый индекс — 450903. Код ОКАТО — 80401957001

### Харьковская улица
Находится в Советском районе. Два дома Харьковская 103 и Харьковская 101 считаются одновременно домами Айская 77 и Айская 77/1

### Херсонская улица
Де-юре находится в Орджоникидзевском районе. Почтовый индекс — 450029, код ОКАТО — 80401385000. Фактически улицы больше нет, все находящиеся на ней дома «частного сектора» снесены.

## Ц

### Улица Цюрупы
Улица Цюрупы — улица в Кировском и Советском районах Уфы. Начинается и заканчивается на набережных Белой реки.

## Ш

### Шариповская улица
Шариповская — улица в Орджоникидзевском районе Уфы, в посёлке Старые Турбаслы.
Почтовый индекс — 450903. Код ОКАТО — 80401957001
Шариповская является продолжением главной улицы посёлка — Советской, завершающейся после пересечения с Комсомольской ул. Нумерация домов Шариповской начинается после Комсомольской и завершается фактически слиянием на северо-востоке с ул. Мугаттарова.

### Улица Шафиева[вд]
Улица Шафиева — улица в Октябрьском районе Уфы. Соединяет проспект имени Салавата Юлаева и улицу Парковую.

### Шоссейная улица
Шоссе́йная у́лица  — в Калининском районе Уфы, в Шакше.
Один из двух автовыходов из Шакши. По Шоссейной идёт дорога из Шакши на М7, проходящая в узком тоннеле под железнодорожной веткой Транссиба. Выходит на главную улицу Шакши — Гвардейскую.
Почтовый индекс — 450069, код ОКАТО — 8388607.

### Шугуровская улица
Шугуровская — улица в Орджоникидзевском районе Уфы, в деревне Аркаул.
Почтовый индекс — 450901, код ОКАТО — 80401957002
Улица — по названию реки Шугуровка, питающей деревню.

## Э

### Элеваторная улица
Элева́торная у́лица — в Кировском районе Уфы, в поселке Мелькомбинат.
Почтовый индекс — 450000, код ОКАТО — 80401802003.
Первая улица в поселке, названа по главному предприятию, современное название которого — «Уфимский комбинат хлебопродуктов».
Идет в направлении запад — восток. От оз. Архимандритское до оз. Туба.
Школа-сад расположена по адресу Элеваторная ул., 7. Несколько турбаз и баз отдыха находится у завершения нумерации улицы. Сама улица переходит в дорогу местного значения.

## Я

### Яктыкульская улица
Яктыкульская улица — улица в Дёмском районе Уфы, в строящемся микрорайоне Баланово — Ново-Александровка, примыкающем к посёлку Баланово.
Почтовый индекс — 450095, код ОКАТО — 80401365000.
Проходит в основном в направлении юго-запад — северо-восток, параллельно 3—й ул. Строителей. В конце улицы — водосток, связанный с запрудой.
Названа по популярнейшему озеру Яктыкуль — памятнику природы, известному иначе как Банное озеро.

### Ямантауская улица
Улица в Октябрьском районе Уфы, в посёлке Нагаево.
Почтовый индекс — 450900. Код ОКАТО — 80401944001.
Название утверждено Решением Совета городского округа город Уфа Республики Башкортостан от 16 сентября 2010 года № 28/15 «О наименовании новых улиц в Нагаево, жилом районе Глумилино Октябрьского района, в Кировском районе (микрорайоны „Урал“, „Юрюзань“), в Орджоникидзевском районе (Тимашево) городского округа город Уфа Республики Башкортостан». Название — по горе Ямантау.

### Янгантауская улица
Янгантауская улица — улица в Дёмском районе Уфы, в строящемся микрорайоне Баланово — Ново-Александровка, примыкающем к посёлку Баланово.
Почтовый индекс — 450095, код ОКАТО — 80401365000.
Начинается от пересечения с 3—й улицей Строителей, идёт в направлении на северо-запад, затем поворачивает и продолжается линией северо-восток — юго-запад.
Названа по популярнейшему курорту Янгантау в 152 км от Уфы.

### Ясная улица
Я́сная у́лица — в Кировском районе Уфы, в поселке Мелькомбинат.
Почтовый индекс — 450000, код ОКАТО — 80401802003.
С автотрассы Р-314 есть съезд на Ясную улицу.
Около 350 метров к северу — Белая река и пристань Мелькомбинат.
Ясная ул. и Черёмуховая ул. получили официальное название 24 марта 1998, когда Уфимский городской совет Республики Башкортостан на XV сессии XXII созыва от 24 марта 1998 года принял решение «О наименовании улиц Кировского района г. Уфы»